# Bogdan Ungurușan
Bogdan Alexandru Ungurușan (n. 20 februarie 1983) este un jucător de fotbal român care evoluează la clubul Sănătatea Cluj.